# Philadelphia (miasto w stanie Nowy Jork)
Philadelphia – miasto w Stanach Zjednoczonych, w stanie Nowy Jork, w hrabstwie Jefferson.